# Yes, And?
 (janvier 2024).
Singles de Ariana Grande
Die for You [Remix]
(2023)
yes, and?, est une chanson de l’auteure-compositrice-interprète américaine Ariana Grande. Co-écrite et produite par Ariana Grande, Max Martin et Ilya Salmanzadeh (en), elle sort le 12 janvier 2024 en tant que premier extrait issu de son septième album studio à paraître, intitulé Eternal Sunshine, commercialisé et distribué par les labels Republic et Island.
Basée sur une mélodie exaltante et un rythme dansant, la piste emprunte des caractéristiques sonores propres à la pop électronique et la dance, s’inspirant de productions musicales comme la pièce Vogue (1990) de Madonna, notamment par ses transitions parlées-chantées, et les atmosphères de culture de salle de bal de l'album Renaissance de Beyoncé. Composée avec un tempo similaire aux précédents singles d’Ariana Grande, elle porte un message universel d’auto-émancipation et traite du rejet des opinions négatives extérieures.

## Développement
En novembre 2021, plus d’un an suivant la parution de son sixième album studio, Positions (2020), Ariana Grande débute la gestion de sa marque de cosmétiques, R.E.M. Beauty, avant d’être sélectionnée pour interpréter le rôle de Glinda dans l’adaptation cinématographique de la comédie musicale Wicked,. À la même période, elle est invitée à participer à la 21e saison de l’émission The Voice aux États-Unis. Au cours du segment questions-réponses d’une vidéo téléchargée sur YouTube en mai 2022, elle affirme hâtivement son désir ne pas vouloir enregistrer d’album avant que le tournage de Wicked ne soit complété. Le 27 octobre 2023, elle publie finalement une compilation de photos sur Instagram, dont une en compagnie de son associé de longue date, le producteur Max Martin.
Les 7 et 17 décembre 2023, la chanteuse partage du nouveau contenu, cette fois-ci accompagnée des membres de son équipe, travaillant sur des fichiers audio dans un studio d’enregistrement, confirmant ainsi la sortie de son prochain album en 2024 sur les réseaux sociaux dans la journée du 27 décembre,.
yes, and? marque la première édition d'un single interprété uniquement par Ariana Grande en près de trois ans, la dernière instance étant la chanson POV (en) en mars 2021. De plus, il s’agit de la septième collaboration exclusive entre le duo de producteurs Max Martin et Ilya Salmanzadeh (en) pour un single de l’artiste, faisant suite à Don't Call Me Angel en septembre 2019.

## Écriture et inspiration
|  |

Co-écrit et produit par Ariana Grande, Max Martin et Ilya Salmanzadeh (en), Yes, And? est un titre de musique pop électronique et dance chanté en anglais qui incorpore différents styles dans son instrumentation, tels que la diva house et le nu-disco. Inspiré par les travaux du producteur américain Shep Pettibone dans les années 1990, il tire ses influences, tant bien musicales que structurelles, à partir de morceaux tels que Vogue de Madonna ou encore le mixage house réalisé par Pettibone sur Miss You Much de Janet Jackson. Une interpolation relativement similaire à ces œuvres peut être remarquée tout au long de la pièce.
Certains critiques musicaux ont associé la chanson à l'atmosphère de salle de bal du septième album studio de Beyoncé, Renaissance, en particulier avec le single principal Break My Soul,,. Écrivant pour Vulture, Quinn Moreland pense que "le morceau embrasse un groove disco-lite ponctué par l'occasionnelle ligne de synthé étincelante et en cascade qui dominera probablement la musique pop post-Renaissance". Laura Snapes, journaliste au The Guardian, a fait l'éloge de cette production "irrésistiblement effervescente et légère", avec "un écho conscient du Vogue de Madonna, aussi délicieux qu'un beignet illicite" et "un signe, après la Renaissance, que la pop grand public embrasse la house dans sa forme la plus pure".

### Composition
L’ouverture de Yes, And? comprend une transition instrumentale d’une durée totale de 50 s incorporant une voix transformée numériquement. Au moment du refrain, elle proclame la formule d’encouragement : « Yes, and? / Say that shit with your chest… and / Be your own fuckin’ best… friend / Say that shit with your chest / Keep moving like, what’s next? ». Une référence au titre Jet Fuel de Mac Miller est présente à travers la phrase « Say that shit with your chest », sachant que la même tournure y est incorporée. Ayant tous deux entretenu une longue relation amoureuse par le passé, Ariana Grande rend ici un hommage supplémentaire au travail de Miller. L’énonciation des mots lors de cette partie s’apparente étroitement à la technique de prononciation utilisée dans Motive (en) (2020), une autre chanson de Grande.

## Promotion
À partir du 1er janvier 2024, Ariana Grande inaugure la promotion de yes, and? par le biais d’une lettre d'information rendue disponible à partir de son profil Instagram secondaire, dont le nom d’utilisateur est Sweetener, lancé à l’origine dans le cadre de la promotion de son quatrième album studio éponyme. Le texte présenté dans le communiqué informait alors du retour imminent de la chanteuse. Trois jours plus tard, elle fait allusion au morceau pour la première fois lorsque des clichés du photographe de célébrités Miles Diggs la mettant en scène portant un haut, sur lequel figure l’inscription « yes, and ? », font irruption en ligne. Tactique déjà employée pour la sortie de No Tears Left to Cry (2018), la légende présente sur le vêtement porté fait office d’indice lié au single à venir. Ana Michelot de Flair est d’avis que la modélisation du titre en lettres minuscules fait écho à Thank U, Next (2018), un des précédents singles de l’artiste.
Le 7 janvier, elle annonce officiellement la sortie de yes, and? en tant qu’extrait conducteur issu de son prochain album et dévoile par la même occasion la pochette qui l’accompagne. Réalisée par Katia Temkin, elle met en avant un plan rapproché du côté gauche du visage de la chanteuse et fait également office d’illustration alternative pour l’album dont elle dépend. Une partie de ce visuel avait été révélée un mois plus tôt lorsque l’image de lèvres peintes en rouge apparaissait sur des coffrets r.e.m. beauty destinés à certains fans, joints par une note agrémentée du message « See you next year »,,.
Les hyperliens de pré-sauvegarde redirigeant vers les plateformes de téléchargement légal, les services de lecture en ligne ou encore la vente de CD physiques sont relayés peu de temps après. La pré-commande de disques vinyles transparents au format maxi est ensuite lancée dès le 10 janvier. Enfin, yes, and? est rendu disponible simultanément dans la matinée du 12 janvier, à 6 h (UTC+01:00).
Durant sa première semaine d’exploitation, des écrans publicitaires sont acquis dans plusieurs lieux internationaux pour annoncer son arrivée. Cette liste de villes comprend notamment Londres, Melbourne, New York, Santa Cruz, Tokyo ou encore Toronto.

## Clip vidéo

### Développement

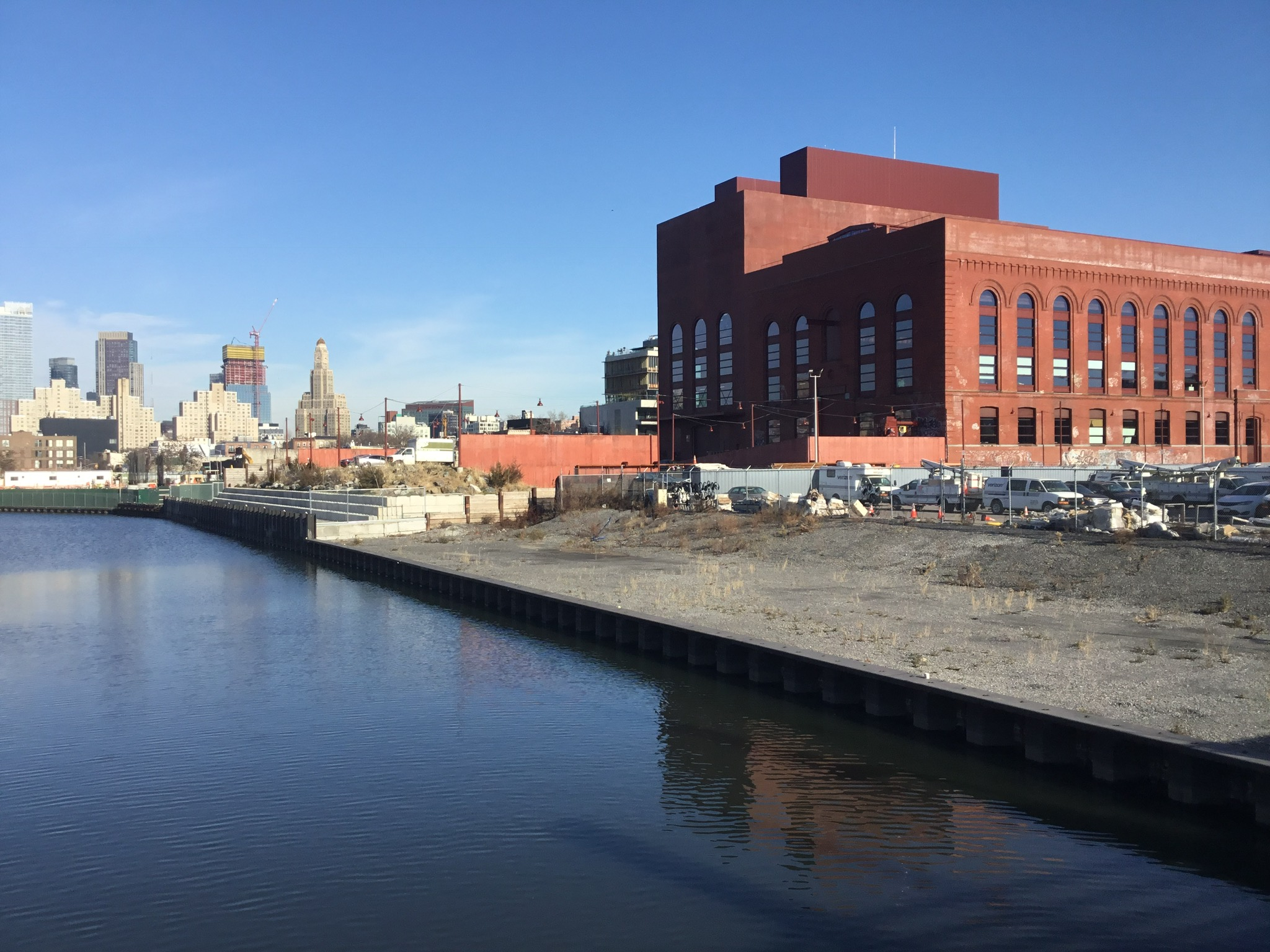
Le décor principal du clip est le bâtiment du en à New York.

Le vidéoclip de yes, and? est dirigé par le réalisateur américain Christian Breslauer (en), qui a précédemment travaillé avec Bebe Rexha, Doja Cat et Lizzo. Tourné en décembre 2023, il prend place au cœur du Powerhouse Arts de Brooklyn à New York, un ancien entrepôt de production réaménagé en unité d’expositions artistiques. La cinématographie principale fait allusion de manière extensive à la vidéo de Cold Hearted (1989) par Paula Abdul, qui a elle-même été comparée au film Que le spectacle commence (1979). Une bande-annonce d’une durée de 40 s est d’abord mise en ligne le 11 janvier 2024. Elle introduit un groupe de critiques musicales invité à un événement mystérieux dont la carte d’invitation reçue comporte l’acronyme « AG7 », dénomination provisoire du septième album studio d’Ariana Grande, ainsi que des coordonnées géographiques (41° 03′ 59″ N, 71° 95′ 45″ O) se rapportant à la ville de Montauk. Ceci renvoi à l’un des principaux lieux de tournage du film Eternal Sunshine of the Spotless Mind (2004), dont le titre a inspiré celui de l’album. Finalement, l’avant-première du projet dans son intégralité est organisée le lendemain, avec une diffusion maintenue à 16 h (UTC+01:00) sur la chaîne YouTube de la chanteuse, dix heures après la parution du single.

### Scénario
Allant de pair avec la thématique de la chanson, le vidéoclip met en scène un groupe de journalistes aux préjugés négatifs venu admirer le retour d’Ariana Grande au moyen d’une performance en direct établie dans un hangar.

### Crédits
| - Christian Breslauer (en) – réalisation - Rob Smyth – production - Luga Podesta – production, production exécutive - Andrew Lerios – production exécutive - Brandon Bonfiglio – production exécutive - Jonas Morales – assistance réalisation - Gaul Porat – direction de la photographie - Alex Delgado – décoration - CJ Ahlgren – direction à la production - Dakota Cruz – coordination à la production - Haitao Zeng – assistance opération - Rob Agulo – assistance opération - Callum Shaw – éclairage - Stratton Bailey – machinerie | - Josh Hughes – direction artistique - Will Loftis – chorégraphie - Chelsea Thedinga – assistant chorégraphie - Tommy Labuda – réalisation exécutive - Alyx Liu – coiffure - Ash K. Holm – maquillage - Mimi Cutrell – stylisme - Madison Calvo – assistant stylisme - Iván Ovalle – postproduction - Luis Caraza Peimbert – montage - Tanner Jackson – assistant montage - Chloe Scrushy – assistant montage - Matt Osborne – étalonnage - Digital Axis – effets visuels - Tony Crowe – design sonore |

Source :

## Liste des pistes et formats
Format physique
| 1. | Yes, And? | Explicite | 3:35 |

| 1. | Yes, And? | Explicite | 3:35 |

Format numérique
| 1. | Yes, And? | 3:35 |

## Crédits
Liste du personnel
classé par ordre alphabétique :
| - Ariana Grande – chant, composition, production - Bryce Bordone – mixage (assistant) - Eric Eylands – enregistrement (assistant) - Ilya Salmanzadeh (en) – composition, production, batterie, clavier, guitare basse, piano, chœurs, programmation - Kristina Grossmann – A&R - Lou Carrao – ingénierie sonore - Max Martin – composition, production, batterie, clavier, guitare basse, chœurs, programmation - Randy Merrill (en) – matriçage audio, mixage immersif - Robert Sellens – enregistrement (assistant) - Serban Ghenea – mixage - Wendy Goldstein – A&R | Lieux d’enregistrement - Studios Jungle City (en) à New York, aux États-Unis |

Source :

## Classements hebdomadaires
| Classement (2024)                       | Meilleure place |
| --------------------------------------- | --------------- |
| Allemagne (GfK Entertainment)           | 8               |
| Australie (ARIA)                        | 2               |
| Autriche (Ö3 Austria Top 40)            | 3               |
| Belgique (Flandre Ultratop 50 Singles)  | 6               |
| Belgique (Wallonie Ultratop 50 Singles) | 7               |
| Canada (Canadian Hot 100)               | 1               |
| Danemark (Tracklisten)                  | 9               |
| Espagne (PROMUSICAE)                    | 13              |
| États-Unis (Billboard Hot 100)          | 1               |
| Finlande (Suomen virallinen lista)      | 20              |
| France (SNEP)                           | 4               |
| Irlande (Irish Singles Chart)           | 2               |
| Italie (FIMI)                           | 19              |
| Norvège (VG-lista)                      | 4               |
| Nouvelle-Zélande (RMNZ)                 | 3               |
| Pays-Bas (Single Top 100)               | 2               |
| Portugal (AFP)                          | 2               |
| Royaume-Uni (UK Singles Chart)          | 2               |
| Suède (Sverigetopplistan)               | 6               |
| Suisse (Schweizer Hitparade)            | 1               |

## Historique de sortie
| Territoire  | Date            | Format                                      | Label    | Source |
| ----------- | --------------- | ------------------------------------------- | -------- | ------ |
| Yes, And?   |                 |                                             |          |        |
| Divers      | 12 janvier 2024 | - Téléchargement - flux                     | Republic | ,      |
| États-Unis  | 12 janvier 2024 | Radiodiffusion (format pop et contemporain) | Republic | –      |
| États-Unis  | 15 janvier 2024 | CD                                          | Republic | [ 24 ] |
| Royaume-Uni | 15 janvier 2024 | CD                                          | Island   | [ 25 ] |
| Royaume-Uni | 17 janvier 2024 | Vinyle (format maxi)                        | Island   | [ 27 ] |
| États-Unis  | 9 février 2024  | Vinyle (format maxi)                        | Republic | [ 26 ] |